# Frailea pumila
Frailea pumila är en kaktusväxtart som först beskrevs av Lem., och fick sitt nu gällande namn av Nathaniel Lord Britton och Joseph Nelson Rose. Frailea pumila ingår i släktet Frailea och familjen kaktusväxter. Inga underarter finns listade i Catalogue of Life.

## Bildgalleri

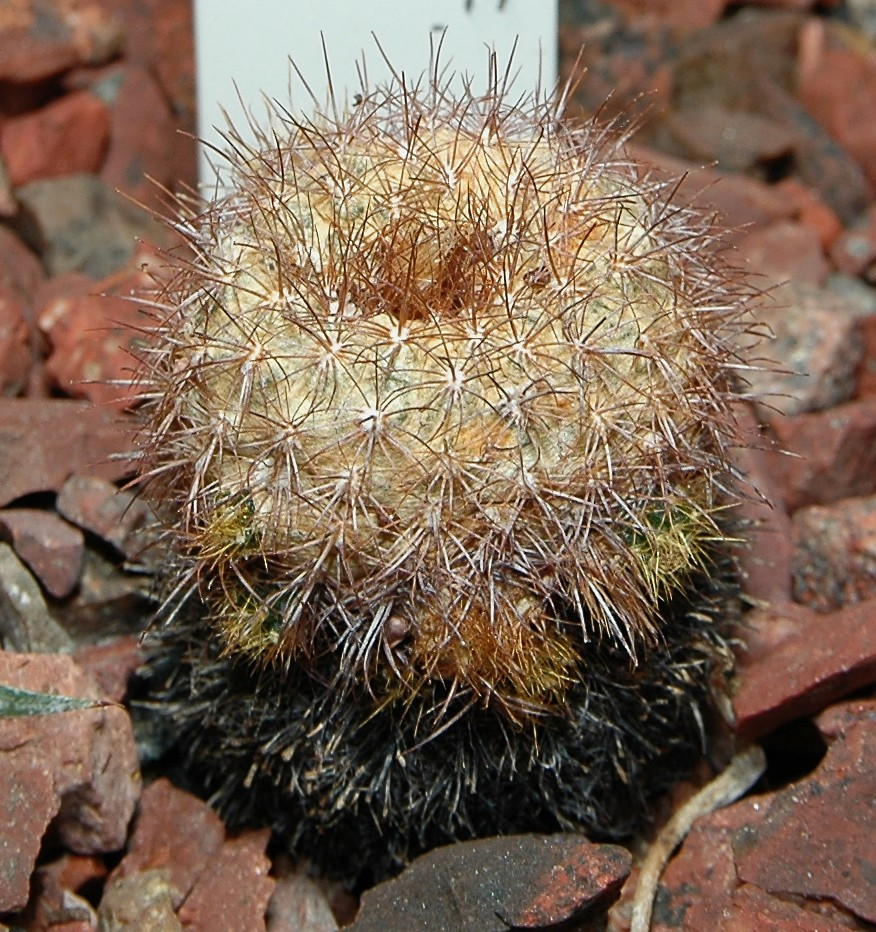
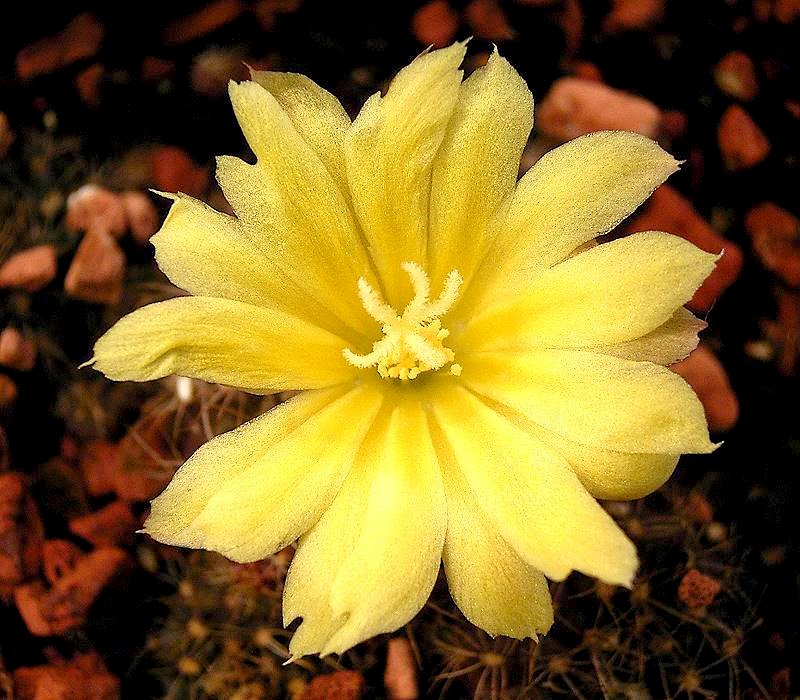
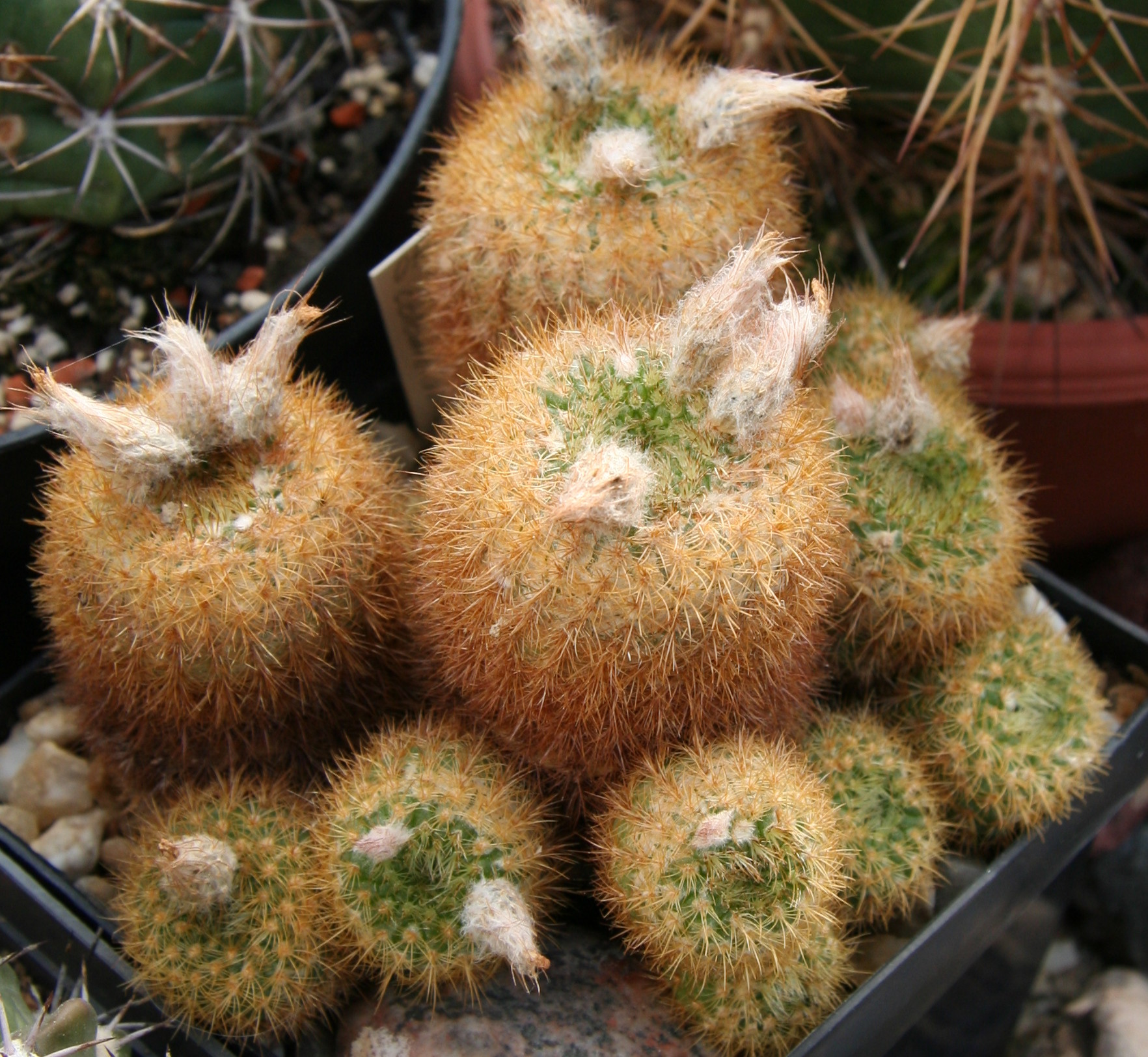